# Ultraprodukt
Inom matematiken, särskilt inom modell- och mängdteori, används ultraprodukter för att, givet en mängd {\displaystyle A_{i},i\in I} av strukturer av viss signatur, konstruera en struktur {\displaystyle A=\Pi _{\mathcal {F}}A_{i}} sådan att varje första ordningens påstående är sant i A omm det är sant i "många" av strukturerna {\displaystyle A_{i}}.

## Definition
Låt {\displaystyle A_{i},i\in I} vara strukturer av en fix signatur, och {\displaystyle {\mathcal {F}}} ett ultrafilter på I. Låt
{\displaystyle S=\Pi _{i\in I}A_{i}} vara direkta produkten av strukturerna. Definiera en ekvivalensrelation {\displaystyle \equiv }på {\displaystyle S} genom {\displaystyle (a_{i})\equiv (b_{i})} omm {\displaystyle \{i\in I\mid a_{i}=b_{i}\}\in {\mathcal {F}}}. Låt {\displaystyle A} vara kvoten av {\displaystyle S} med avseende på {\displaystyle \equiv }. Tolkningen av en relationssymbol R i A ges av
{\displaystyle A\models R(a^{1},...,a^{n})} omm {\displaystyle \{i\in I\mid A_{i}\models R(a_{i}^{1},...,a_{i}^{n}\}\in {\mathcal {F}}}
där {\displaystyle a^{j}=(a_{i}^{j})}. Funktionssymboler och konstanter tolkas analogt. Man visar att detta ger en väldefiniterad struktur, kallad ultraprodukten av strukturerna {\displaystyle A_{i}} med avseende på ultrafiltret {\displaystyle {\mathcal {F}}}.
Om alla strukturerna i den mängd man tar ultraprodukten över är lika kallas produkten en ultrapotens

## Exempel
- Ultraprodukten av en mängd strukturer {\displaystyle A_{i},i\in I} med avseende på ett principalt ultrafilter med stöd i {\displaystyle j\in I} är isomorf med {\displaystyle A_{j}}
- Ultraprodukten av en mängd kroppar {\displaystyle K_{i}} där {\displaystyle K_{i}} har karakteristik {\displaystyle p_{i}}, det i:te primtalet, med avseende på ett icke-principalt ultrafilter, är en kropp av karakteristik 0. Detta ger en formell tolkning av Lefschetz princip i algebraisk geometri.
- Ultrapotensen av en oändlig mängd av kopior av de reella talen med avseende på ett icke-principalt ultrafilter är en s.k. icke-standardmodell för de reella talen, i vilken man kan konstruera icke-standardanalys.